# Puzzle Quest: Galactrix
Puzzle Quest: Galactrix est un jeu vidéo de puzzle développé par Infinite Interactive et édité par D3 Publisher, sorti en 2009 sur Windows, PlayStation 3, Xbox 360 et Nintendo DS.

## Accueil
- Jeuxvideo.com : 13/20 (DS)[1]